# Xylota perniger
Xylota perniger är en tvåvingeart som först beskrevs av Heikki Hippa 1985. Xylota perniger ingår i släktet vedblomflugor, och familjen blomflugor.
Artens utbredningsområde är Myanmar. Inga underarter finns listade i Catalogue of Life.